# Sankta Katarinas kyrka, Zagreb
Sankta Katarinas kyrka (kroatiska: Crkva svete Katarine) är en kyrka i Zagreb, Kroatien. Kyrkan som ligger i Zagrebs historiska kärna, Övre staden, uppfördes 1620-1632 och bär stildrag från barocken. Den anses vara en av de vackrare kyrkorna i Zagreb och en av stadens sevärdheter.   

## Historia
Sankta Katarinas kyrka uppfördes 1620-1632 av jesuiterna. De uppförde kyrkan på platsen för en tidigare kyrka som hade uppförts av dominikanerna på 1300-talet. Ett kloster uppfördes i anslutning till kyrkan. Det tidigare klostret rymmer idag Galleriet Klovićpalatset (Galerija Klovićevi dvori). 
Kyrkan har eldhärjats vid två tillfällen, 1645 och 1674. Vid dessa tillfällen skadades dess interiör. Lokala adelsmän som bidrog till restaurationen belönades med att deras släktvapen fick exponeras i kyrkan och hade äran att bli begravda i kyrkan.

## Arkitektur
Både kyrkans exteriör och interiör bär stildrag från barocken som vid kyrkans uppförande var den dominerande stilen i Europa. Flera skulptörer och konstnärer har lämnat sina avtryck i kyrkan, däribland Antonio Quadrio, Franc Jelovšek, Francesco Robba och Hermann Bollé.  

### Exteriör
Sankta Katarinas kyrka är en enskeppig kyrka med vit fasad. Den har en portal, fyra nischer med skulpturer samt sex tydligt markerade pilastrar. 

### Interiör
Kyrkans interiör omfattar bland annat stuckrelieferna Scener ur S:ta Katarinas liv i takets medaljong av den slovenske konstnären Franc Jelovšek (1700-1764) och Ignatiusaltaret av den venetianske konstnären Francesco Robba (1729-1776).

### Fotnoter
1. ↑  Zagreb-touristinfo.hr